# 르낭 (베른주)
르낭(프랑스어: Renan)은 스위스 베른주에 위치한 도시이다. 베른 쥐라구에 속하며 르낭은 인구의 70% 이상이 프랑스어를 하는 지역이라 이곳의 지명도 르낭보다는 흐넝에 가깝다.

## 인구통계
르낭의 인구(2020년 12월 기준)는 934명이다. 2010년 기준으로 인구의 11.6%가 거주하는 외국인이다. 지난 10년(2000-2010년) 동안 인구는 9.4%의 비율로 변화했다. 이민은 12.1%, 출생과 사망은 -1.2%를 차지했다.
2000년 기준으로 대부분의 인구인 590명(70.6%)이 프랑스어를 모국어로 사용했고, 독일어가 두 번째로 많은 216명(25.8%)이 사용했고, 이탈리아어가 9명(1.1%)으로 세 번째로 사용된다. 로만슈어를 구사하는 사람도 1명이 있었다.
2008년 기준으로 인구는 남성 49.5%, 여성 50.5%이다. 인구는 370명의 스위스 남성(인구의 43.5%)과 51명(6.0%)의 비스위스계 남성으로 구성되었다. 스위스 여성은 382명(44.9%), 비스위스계 여성은 48명(5.6%)이었다. 시정촌 인구 중 242명(약 28.9%)이 르낭에서 태어나 2000년에 그곳에 살았다. 같은 주에서 태어난 205명(24.5%)이 있었고, 스위스 타지에서 태어난 245명(29.3%)이 있었다. 87명(10.4%)은 스위스 이외의 외국에서 태어났다.
2010년 기준으로 아동·청소년(0~19세)이 22.4%, 성인(20~64세)이 60.5%, 노인(64세 이상)이 17%를 차지한다.
2000년 기준으로 시정촌에는 미혼이며 미혼인 사람이 358명 있다. 기혼자는 374명, 미망인은 62명, 이혼한 사람은 42명이었다.
2000년 현재 1인 가구는 107가구, 5인 이상 가구는 24가구이다. 2000년에는 총 318가구(전체의 74.8%)가 상설 임대되었고, 65채(15.3%)가 계절적 임대, 42채(9.9%)가 공실이었다. 2010년 기준 신규주택 건설률은 인구 1000명당 1.2세대였다. 2011년 시정촌 공실률은 1.94%였다.
역사적 인구는 아래의 차트와 같다:

## 경제
2011년 기준으로, 르낭의 실업률은 2.31%이다. 2008년 기준으로, 시정촌에 고용된 총 245명의 사람이 있다. 이 중 1차 경제 부문에 80명이 고용되었고 이 부문에 약 28개 기업이 참여했다. 38명이 2차 부문에 고용되었고, 이 부문에 10개의 기업이 있었다. 127명이 3차 부문에 고용되었으며, 이 부문에는 14개의 기업이 있다. 시정촌 주민은 11명으로 일정 정도 고용되었으며 그중 여성이 전체 노동력의 18.2%를 차지했다.
2008년에는 총 192개의 정규직에 상응하는 일자리가 있었다. 1차 부문의 일자리 수는 60개였으며 모두 농업에 있었다. 2차 부문의 일자리 수는 36개였으며, 그중 33개(91.7%)는 제조, 3개(8.3%)는 건설에 있었다. 3차 부문의 일자리 수는 96개였다. 3차 부문의 경우 5개(5.2%)은 도소매 판매 또는 자동차 수리에, 9개(9.4%)는 호텔 또는 레스토랑, 5개(5.2%)는 교육, 69명(71.9%)는 의료 서비스에 있다.
2000년 기준으로 시정촌 내부로 출퇴근하는 근로자는 97명, 외부로 출퇴근 근로자는 222명이었다. 지방 자치 단체는 근로자의 순수출 주로, 전입하는 1명당 약 2.3명의 근로자가 지방 자치 단체를 전출하고 있다. 르낭에 들어오는 인력의 약 11.3%가 스위스 외부에서 왔다. 근로인구의 9.5%가 출퇴근을 위해 대중교통을 이용했고, 60.2%가 자가용을 이용했다.

## 종교
2000년 인구 조사에 따르면 158명(18.9%)이 로마 가톨릭 신자이고 423명(50.6%)이 스위스 개혁 교회에 속해 있다. 나머지 인구 중 정교회 교인은 6명(인구의 약 0.72%), 크리스천 가톨릭 교회 교인은 4명(인구의 약 0.48%), 126명이었다. 다른 기독교 교회에 속한 개인(또는 인구의 약 15.07%). 유대인 1명과 이슬람교 7명(전체 인구의 약 0.84%)이 있었다. 힌두교인이 1명 있었다. 그리고 다른 교회에 소속된 8명의 개인. 104명(인구의 약 12.44%)은 교회에 속하지 않았고 불가지론자 또는 무신론자였으며 58명(인구의 약 6.94%)은 질문에 대답하지 않았다.

## 교육
르낭에서는 인구의 약 270명(32.3%)이 필수가 아닌 고등교육을 이수했으며 68명(8.1%)이 추가 고등 교육(대학 또는 응용학문대학)을 이수했다. 고등교육을 마친 68명 중 57.4%가 스위스 남성, 29.4%가 스위스 여성, 10.3%가 비스위스계 남성이었다.
베른주의 학교 시스템은 1년의 의무 없는 유치원, 6년의 초등학교를 제공한다. 이후 3년 동안의 의무적 중학교 과정을 거쳐 학생을 능력과 적성에 따라 구분한다. 중학교 이하 학생들은 추가 교육을 받거나 견습 과정에 들어갈 수 있다.
2010-11 학년도 동안 총 65명의 학생들이 런안의 수업에 참석했다. 시정촌에는 17명의 학생이 있는 유치원이 하나 있었다. 시정촌에는 3개의 초등 학급과 48명의 학생이 있었다. 초등 학생 중 4.2%는 스위스의 영주권 또는 임시 거주자(시민권 아님)였으며 2.1%는 교실 언어와 다른 모국어를 사용한다.
2000년 기준으로 르낭에는 타 시정촌에서 온 학생이 22명, 시외 학교에 다니는 주민이 83명이다.

## 교통
시정촌에는 르낭 BE역이 있다. 역은 빌/비엔–라쇼-드퐁 라인에 있으며 빌/비엔과 라쇼-드퐁까지 매시간 운행한다.